# アルケラオス1世
アルケラオス1世（ギリシャ語: Ἀρχέλαος Α΄, ラテン文字転写: Archelaos I）は、紀元前413年から紀元前399年にかけて在位したマケドニア王国のバシレウスである。マケドニアの商業、軍事、行政において抜本的な改革を施した有能な君主として知られている。彼が暗殺されるまでに、マケドニア王国は強力な国家へと変貌していた。トゥキュディデスは、歴代の国王の誰よりもマケドニアの軍事インフラを強固にしたとアルケラオス1世を賞賛している。ギリシア南部のポリス文化を積極的に受容し、ディオンのオリンピア祭を創始したことでも有名である。

## 生涯

### 即位
アルケラオスは、ペルディッカス2世とその女奴隷の間に生まれた。叔父であるアルケタス2世と従弟のアレクサンドロスを暗殺することで、父ペルディッカスは王位を獲得した。そして、アルケラオスはマケドニア王の正式な相続権を手に入れた。

### 改革
即位後すぐにアルケラオスは外交政策を大きく転換し、長らく敵対していたアテーナイに対して友好的に接するようになった。当時、アテーナイはペロポネソス戦争におけるシチリア島への遠征の失敗で海軍が壊滅状態にあり、三段櫂船を作るための木材の調達に苦慮していた。アルケラオスは木材を必要な分だけアテーナイに供給し、その行為を称えられてアテーナイのプロクセノス（権益代表）に任命された。
アルケラオスは内政改革にも乗り出した。良質な貨幣の鋳造や、要塞・軍用直線道路の建設、騎兵・重装歩兵組織の改善など、多くの分野で功績を残した。

### 最期
紀元前399年、狩猟中にアルケラオスはクラテロスによって暗殺された。

## 文化

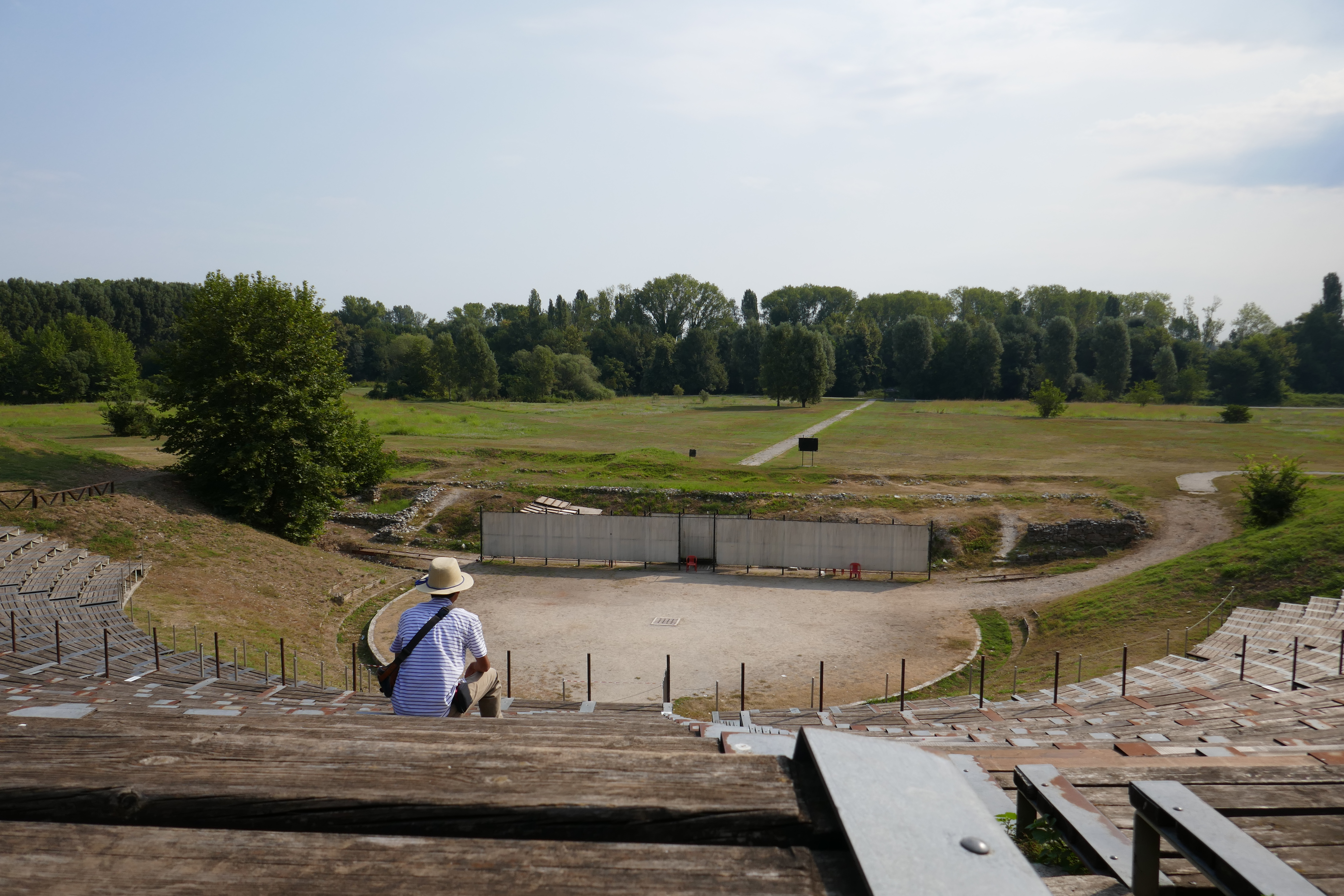
ディオン遺跡にある劇場

アルケラオスは文化人としても知られ、ギリシア南部のポリス文化をマケドニア王国へ積極的に持ち込んだ。彼はマケドニアの首都をアイガイからペラへと移し、そこにギリシアの著名な詩人、悲劇作家（アガトーンやエウリピデス）、音楽家、画家（ゼウクシス）を招いた。マケドニアのディオンにてゼウスとムーサイを称えるオリンピア祭を創始し、ギリシア中のアスリートや音楽家がその競技祭に参加するべく集まった。
アルケラオスはまた、古代オリンピックとピューティア大祭に参加し、戦車競技において優勝したとされている。しかし、優勝者リストに彼の名前がなく、これを疑問視する学者もいる。